# Histoire du protestantisme à Bergerac
 (avril 2018).
- Si vous ne connaissez pas le sujet, laissez ce bandeau (vous pouvez alors contacter les auteurs).
- Si vous supprimez le contenu mis en cause (vous pouvez préalablement contacter les auteurs),

argumentez précisément cette suppression dans la page de discussion
(un manque de référence n'est pas un argument ; une recherche réelle de référence doit avoir été effectuée, être formellement documentée).
L'histoire du protestantisme à Bergerac commence avec l'apparition de cette religion dans la ville au milieu du XVIe siècle, dans le cadre du mouvement européen de la Réforme protestante qui traverse notamment le sud de la France. De nos jours, cette communauté religieuse demeure et se réunit dans le temple protestant de Bergerac, lieu de culte situé place du docteur Cayla. La paroisse est rattachée à l'Église protestante unie de France.

## Historique

### Contexte

#### Début de l'installation de la Réforme à Bergerac
Dès 1535, un membre du Parlement de Bordeaux écrivait à la reine Catherine de Médicis : « Madame, par l'extrait des informations que nous envoyons à Sa Majesté, nous trouvons que Bragerac, Sainte-Foy, Aymet et autres lieux commencent à s'éloigner grandement de la parole de Dieu et de l'Église »[réf. nécessaire].
L'installation de la Réforme se traduit par plusieurs événements : 
- Aymon de la Voye, ministre protestant de Sainte-Foy, est brûlé vif à Bordeaux le 21 août 1542.

- Dans la nuit du 29 au 30 janvier 1543 des croix, calices, encensoirs et reliques sont ôtés des couvents des Carmes et des Cordeliers à Bergerac.
- Le 9 juillet 1544, une statue de la Vierge est jetée dans la rivière.

- En 1545, Guillaume Marentin, franciscain hérétique, prêche le carême à Bergerac et attaque les superstitions de l'Église. Il est suivi par trois prêcheurs venant de Saint-Foy qui nient l'existence du Purgatoire et le mystère du Saint-Sacrement. De plus en plus d'habitants ne vont plus à la messe[1].

#### Répression contre les luthériens
Les jurades signalent en 1545 des destructions de croix tout autour de Bergerac. Le bailli Jehan de Belriou prévient le parlement de Bordeaux. Le président de La Chassaigne vient avec deux conseillers à Bergerac pour faire « le procès à ceulx de la secte du dit Marentin et prescheurs ». Des religionnaires sont « condamnez à estre décapités par figure ».
Reprise des procès contre les luthériens en 1549 : Jeanne de la Réole, religieuse, condamnée à être brûlée vive, un avocat de Tulle, Me Thomas de Lafontaine subit le même sort pour avoir mal parlé du Saint-Sacrement, Jehan Seguin, maître d'école à Bergerac, est condamné à être brûlé devant la cathédrale de Bordeaux avec les livres à l'index saisis chez lui, Peyrothon Archier d'Agen, le suit le 7 janvier 1550. Le parlement de Bordeaux est rétabli le lendemain.
Des cultes protestants sont attestés à Bergerac en 1553. L'église protestante de Bergerac est organisée en 1558. La ville de Bergerac est passée à la Réforme en 1559.
Après débat, les bourgeois de Bergerac adoptent publiquement la Réforme en 1561. Une partie des religieux des couvents des Jacobins, des Carmes et des Cordeliers deviennent protestants. De Genève, Calvin et la compagnie des pasteurs, envoient en France un petit nombre de pasteurs en 1560 et 1561. Le pasteur Bordat arrive à Bergerac en 1561.

#### Guerres de Religion
En mars 1562, après le massacre de Wassy, Armand de Clermont, baron de Piles, forme une petite troupe de volontaires protestants ; sur les instructions d'Antoine de Gramont, il se dirige vers le Sud-Ouest où l'armée catholique de Blaise de Monluc multiplie les exactions contre les réformés. Piles, ayant fait des détours pour passer inaperçu, n'arrive qu'en octobre 1563 en Guyenne où sa tête est mise à prix. Piles prend Bergerac par surprise, pille les monastères des jacobins, des carmes et des cordeliers, chasse les moines voulant rester catholiques. L'église du prieuré de Sainte-Catherine du Mercadil est démolie. Sur l'emplacement de cette église est élevé un temple desservi par un moine apostat d'origine écossaise nommé le Cocq,.
Symphorien de Durfort de Duras (mort le 12 mars 1563 pendant le siège d'Orléans), seigneur de Blanquefort et de Duras, capitaine calviniste dès 1560, lance une offensive en avril et prend Clairac, Tonneins, Marmande, pille Saint-Macaire et menace Bordeaux en 1562. Blaise de Monluc entre dans Bordeaux le 11 juillet et poursuit la troupe protestante, prend Monségur où la troupe catholique massacre les protestants. La troupe de Symphorien de Duras est battue le 17 juillet à Targon. Elle doit abandonner Bergerac qui est occupé par Monpensier et une troupe catholique de 400 gendarmes. La troupe protestante de Symphorien de Duras est écrasée par la troupe commandée par Monluc à la bataille de Vergt, le 9 octobre 1562. Ce dernier revient à Bergerac où il retrouve le duc de Montpensier. En décembre 1562, le baron de Piles entre en plein jour dans Bergerac avec son lieutenant La Rivière et exige la libération des protestants condamnés à mort, ce qu'il obtient.
En mars 1563, des huguenots assassinent un riche négociant catholique nommé Peyrare ; les auteurs sont arrêtés mais La Rivière et le baron de Piles obligent le geôlier à les libérer. La garnison catholique qui y avait été laissée par Blaise de Monluc et le curé sont exécutés. La première guerre de Religion se termine le 19 mars 1563 avec la paix d'Amboise qui reconnaît le culte protestant Blaise de Monluc donne l'ordre au sieur de Montferrand de reprendre Bergerac le 18 mai 1563.
Fondation du collège de Bergerac au Mercadil par un protestant qui favorisa l'introduction de la réforme dans la ville, Antoine de Poynet, lieutenant-général du présidial de Bergerac[style à revoir]. Il est autorisé par Charles IX en août 1564. Les bâtiments du collège ont été détruits en 1572 par le sieur de Langoiran. Il est refondé grâce à un don d'Henri de Navarre en 1577.
Pendant son grand tour de France, le roi Charles IX est à Bordeaux. Le parlement de Bordeaux s'adresse au roi le 12 avril 1565 : « ... Les villes de Bergerac, Sainte-Foy et Mussidan ont servy de retrette et clapier aux rebelles, où ils se sont assemblez, ont fait toutes leurs délibérations et conjurations contre votre service et estat, et qui si, la première fois, on les eust démantelées et miz les murailles raz terre, ils n'eussent maintenant eu moyen si facile de s'assembler, ayant toujours lesdites villes à leur dévotion et commandement, qui est la cause qu'il nous a semblé à tous debvoir donner advis à votre Majesté qu'il est très nécessaire, pour oster tous les moyens auxdits rebelles deplus s'assembler à l'advenir, et pour la seureté et soulagement de vos bons subjets, démanteler lesdites places ». Une chambre ardente royale se réunit à Bergerac en juin 1565. Charles IX passe à Bergerac le 8 août 1565 pendant son grand tour de France où il est accueilli par les catholiques et les protestants. À son retour à Paris, Charles IX demande le démantèlement de la forteresse et des remparts de Bergerac et fait transférer le présidial à Périgueux.
Après le grand tour, en 1567, Henri de Navarre demande au roi d'exercer sa charge de gouverneur de Guyenne. Mais Charles IX refuse de retirer la charge de lieutenant général en Guyenne à Blaise de Monluc craignant que la jeunesse d'Henri de Navarre qui n'a alors que 14 ans fasse que le pouvoir soit exercé par sa mère, Jeanne d'Albret, protestante très active. Jeanne d'Albret obtient le retour de son fils auprès d'elle et va rapidement obtenir qu'il devienne protestant. Peu de temps après, c'est le prince de Condé qui demande au roi la lieutenance générale du royaume restée sans titulaire depuis la mort d'Antoine de Bourbon mais le duc d'Anjou lui a répondu que cette charge lui revient comme frère du roi. Ce refus va conduire au complot de la Michelade, le jour de Saint-Michel, avec la tentative de prise du roi Charles IX ou surprise de Meaux. Contrairement à ce qui se passe dans différentes villes du royaume, comme à Nîmes, il n'y a aucun trouble à Bergerac. Jeanne d'Albret et Henri de Navarre visites le comté de Périgord et la vicomté de Limoges pendant la majeure partie de l'année 1567. Chefs protestants et catholiques renforcent leurs armées. L'armée royale remporte la bataille de Saint-Denis pendant laquelle le connétable de Montmorency est tué. La paix de Longjumeau est signée le 2 mars 1568 qui termine la deuxième guerre de religion.
Charles IX nomme le duc d'Anjou lieutenant-général du royaume. La troisième guerre de Religion débute le 23 août 1568. L'édit de Saint-Maur pris le 23 septembre 1568, interdit le culte protestant et les réformés sont privés de leurs charges et de leurs biens. Charles IX demande d'arrêter les chefs protestants. Monluc doit se saisir de la reine de Navarre. Celle-ci, avec Henri de Navarre, est à Bergerac entre le 12 et le 17 septembre 1568, puis arrivent à La Rochelle le 28 septembre. La reine de Navarre, le prince de Condé et l'amiral de Coligny se réunissent à La Rochelle en novembre 1568.
Le 13 mars 1569, le prince de Condé est tué à la bataille de Jarnac remportée par l'armée royale commandée par le duc d'Anjou. L'amiral de Coligny fait désigner Henri de Navarre devient comme général en chef des armées protestantes et le prince de Condé comme lieutenant-général le 18 juin 1569. Les troupes protestantes commandées par l'amiral de Coligny sont de nouveau battues le 3 octobre à la bataille de Moncontour provoquant l'effroi des protestants. Le pont de Bergerac est démoli en 1569 pour empêcher le passage des troupes catholiques. Bergerac est reprise par un coup de main des troupes protestantes commandées par le baron de Piles en décembre 1569. Après la bataille d'Arnay-le-Duc, signature, le 8 août 1570, de la paix de Saint-Germain-en-Laye accordant une certaine liberté de culte et quatre villes de sûreté aux protestants, mettant un terme à la troisième guerre de religion. Le 4 janvier 1571, Blaise de Monluc perd la charge de lieutenant-général de Guyenne au profit d'Honorat II de Savoie qui réside au château de Montpezat-de-Quercy.
Jeanne d'Albret meurt à Paris le 9 juin 1572. Henri de Navarre devient roi de Navarre, comte de Périgord, vicomte de Limoges. Le 18 août est célébré son mariage avec Marguerite de Valois. Dans la nuit du 24 août a lieu le massacre de la Saint-Barthélemy où les principaux chefs militaires protestants sont tués (amiral de Coligny, François de Caumont-La Force et son fils aîné, le baron de Piles...). Henri de Navarre et le prince de Condé sont sauvés mais doivent abjurer le lendemain. Après un moment de stupéfaction, la quatrième guerre de Religion commence. Les protestants ne font plus confiance en la parole du roi. Le siège de La Rochelle se termine avec le traité de La Rochelle le 6 juillet, puis l'édit de Boulogne le 11 juillet. Il va se créer une république parallèle protestante des Provinces de l'Union, qui se choisit Henri de Condé comme « gouverneur général et protecteur ».
En 1573, la ville de Bergerac renforce ses défenses. La ville se donne un capitaine protestant, Guy de Montferrand, baron de Langoiran. Le château reste à la main du gouverneur Ladosse catholique mais fidèle au roi de Navarre. Le pasteur Bordas du temple de Bergerac tente un coup de main avec des soldats pour s'emparer des couleuvrines se trouvant au château de Montréal, mais c'est un échec. Jean de Losse, lieutenant pour la haute-Guyenne du lieutenant-général Honorat de Savoie, vient mettre le siège à Bergerac le 15 avril 1574 mais menacé par l'arrivée d'une troupe de huguenots commandés par Geoffroy de Vivans, il lève rapidement le siège. Bergerac va servir d'appui pour les opérations militaires de Guy de Montferrand et de Geoffroy de Vivans dans la région.
Élu roi de Pologne le 11 mai 1573, Henri de Valois, duc d'Anjou, quitte la France en décembre 1573 pour être couronné roi de Pologne à Cracovie le 21 février 1574. Plusieurs grands féodaux catholiques, comme les Montmorency, favorables à une politique de modération en faveur des protestants, en particulier avec Henri de Navarre et le prince de Condé retenus prisonniers, s'opposent au pouvoir intransigeant des catholiques liés aux Guise qui influencent la politique de Charles IX. Ils vont s'allier avec François d'Alençon, frère cadet de Charles IX, qui souhaite reconnu comme héritier de la Couronne après le départ de son frère pour la Pologne et participe à la conjuration des Malcontents au printemps 1574. Début de la cinquième guerre de religion en province avec des prises d'armes de protestants qui s'emparent de villes. Charles IX meurt le 30 mai 1574 sans héritier. Henri III quitte la Pologne pour revenir en France et arrive à Lyon le 6 septembre 1574. François d'Alençon s'enfuit de la cour le 15 septembre 1575 et Henri de Navarre le 5 février 1576. Il renoue avec le protestantisme le 13 juin. Le vicomte de Turenne, encore catholique, entre dans la guerre et débloque Montauban assiégée par des troupes royales, le 1er mai 1575, puis se fait protestant au début de l'année 1576. La guerre se termine avec l'édit de Beaulieu le 6 mai 1576. François d'Alençon reçoit le duché d'Anjou. Le culte protestant est permis sauf à Paris et à la Cour. Henri de Navarre passe à Bergerac le 29 juillet 1576. Henri de Turenne est à Bergerac le 24 janvier 1577. Les milieux catholiques jugent cet édit trop favorable aux protestants et créent la ligue catholique et provoquent la sixième guerre de Religion qu'aucun camp ne peut gagner et se termine avec la paix de Bergerac signée le 17 septembre 1577 et l'édit de Poitiers.
Catherine de Médicis essaie d'établir un paix définitive et signe le traité de Nérac avec Henri de Navarre, le 28 février 1579. Le pouvoir royal s'est affaibli face aux gouverneurs de provinces qui se partagent entre catholiques et protestants. Les combats continuent avec la septième guerre de Religion qui se termine avec la paix du Fleix, le 26 novembre 1580.
La mort de François d'Alençon, le 10 juin 1584, fait d'Henri de Navarre, chef du parti protestant, l'héritier du trône de France. La huitième guerre de Religion va d'abord opposer la Ligue catholique qui s'est alliée au roi d'Espagne aux protestants. Henri de Navarre remporte la victoire à Coutras le 20 octobre 1587. Le pouvoir d'Henri III s'est affaiblie et s'oppose à la Ligue. Il doit s'allier à Henri de Navarre pour faire le siège de Paris de 1589 avant d'être assassiné par le moine Jacques Clément le 1er août 1589, faisant d'Henri de Navarre le roi de France Henri IV. Les catholiques tentent de s'emparer de Bergerac en 1590.
En 1593, Henri IV décide de se convertir à la religion catholique. Il annonce sa décision dans quatre séries de lettres-missives, la première pour les villes ralliées à la Couronne comme Bordeaux, Brive et Tulle, la deuxième pour les villes ligueuses comme Limoges, Périgueux, Nontron, Sarlat, la troisième pour les villes protestantes comme Bergerac, La Rochelle et Montauban, la quatrième à quelques gentilshommes protestants comme le vicomte de Turenne et Jacques de Caumont-Laforce. Bergerac reçoit la lettre suivante :
« Chers et bien amés, ayant faict résollution sur la conférence que nous avons eue avec les prélats et ceulx qui ont plus de cognoissance des Saintes lettres, que nous avons faict assembler par deça, de faire doresnavant profession de la religion C., A. et R. (catholique, apostolique et romaine) et y commençant dés ce jour d'huy, nous vous en avons bien voulu donner icy advis et vous asseurer que ce que nous avons faict pour bonne considération, principalement pour avoyr veu et cogneu de y pouvoir faire nostre salut et y vivre selon la loi et commandement de Dieu. Mais c'est toujours avec ferme résollution d'entretenir les édits de pacification qui ont esté cydevant faicts, sans souffrir que, au faict de vostre religion, vos consciences soient aulcunement forcées, dont nous vous demandons d'être très asseurés et ne nous donner poinct ce plaisir et qu'il en paroisse aulcun indice de deffiance, ce qui nous seroyt aussi molleste, comme nous sentons qu'il n'y a rien tant esloigné de nostre intention, laquelle, ainsi quelle ne changera poinct en ce qui est de l'observation desdits édictz, changera aussi peu en l'affection que nous vous avons toujours portée ayant toutte occasion, pour les bons services et l'assistance que nous en avons toujours receue, de vous aymer, gratiffier et préserver de toutte opression et injure, ce que nous ferons tousjours de nostre pouvoyr, et comme nous le justifierons par nos comportements, que l'on verra principalement tendre à maintenir tous nos bons sujects en une bonne paix et repos. A quoy nous espérons que Dieu nous fera la grâce de parvenir, ainsi que c'est que ce que le plus nous réclamons de sa divine bonté et le principal but et fondement de tous nos labeurs ».
Fait à Saint-Denys, le 25 juillet 1593.
En septembre 1596, un synode provincial de Gascogne, Périgord et Limousin est tenu à Bergerac.

#### De l'édit de Nantes à l'édit de Fontainebleau
La liberté de religion est accordée aux protestants par l'édit de Nantes pris par Henri IV en 1598.
Juste après la promulgation de l'édit de Nantes, les protestants ont trois temples à Bergerac :
- le temple construit à l'emplacement de l'ancienne église Sainte-Catherine du Mercadil,
- le temple du faubourg de la Madeleine,
- le temple construit à proximité de l'église Saint-Jacques.

Le synode refuse, en 1609, la création d'une Académie à Bergerac. Il n'y a en France que six Académies protestantes, celles de Die, Montauban, Nîmes (regroupant celle de Montpellier), Saumur, Sedan et de Navarre.
L'assemblée de Basse-Guyenne se réunit à Bergerac en mars 1617.
Dans sa campagne contre les protestants, le roi Louis XIII passe à Bergerac en juillet 1621. Le roi demande de construire une citadelle à côté du collège pour contrôler la ville. Sa construction commence en 1624 mais elle est détruite en 1630. Le roi a donné l'emplacement de la citadelle aux jésuites.
Après la reddition de La Rochelle, le 28 octobre 1628, et d'Alès, en juin 1629, Louis XIII signe la paix d'Alès supprimant le privilège des assemblées politiques et des places de sûreté protestantes mais conservant la liberté de culte prévue dans l'édit de Nantes.
L’intendant de Bordeaux, M. de Verthamont, donne, le 31 octobre 1634, l'ordre de détruire le temple de Bergerac jugé trop proche de l'église Saint-Jacques et de la reconstruire dans un autre lieu. Le 7 juillet 1636, début des travaux de construction du nouveau temple, à l’emplacement de l’actuel marché couvert, suivant un plan octogonal. Le 10 avril 1637, dédicace du grand temple de Bergerac.
Le 9 décembre 1648, arrêt du parlement de Bordeaux interdisant à ceux de la Religion Prétendue Réformée (R. P. R.) d'établir un collège à Bergerac et leur enjoignant d'envoyer leurs enfants étudier dans un collège catholique.
Le synode des églises de Basse-Guyenne se tient à Bergerac en 1657.
En 1669, un procès est fait contre le grand temple de Bergerac qui est condamné à enlever une pierre de la façade. Un procès est fait contre le temple de Bergerac. L'arrêt du 11 septembre confirme l'autorisation du culte réformé à Bergerac, mais un arrêt est pris le 18 septembre contre le temple de la Madeleine à Bergerac.
Réunions du synode de Basse-Guyenne, des colloques de Périgord et Limousin, de Bas-Agenais, de Haut-Agenais, de Condomois à Bergerac en novembre 1677
.
Le 1er septembre 1681, le roi prend un arrêt : « Les habitants de Bergerac appartenant à la R. P. R., étant plus nombreux que les catholiques, ont toujours fait prendre des décisions contraires au bien public ; à quoy, Sa Majesté voulant pourvoir en n'admettant audit consulat que des catholiques... Avons exclu pour toujours les habitants de cette ville faisant profession de la R. P. R., tant du consulat que du conseil politique ». Les registres protestants mentionnent 705 familles protestantes à Bergerac.
En 1682, le pasteur Daniel Vernejou de Bergerac est arrêté. Le 12 septembre, un arrêt du parlement de Bordeaux ordonne la destruction du temple de Bergerac. Pour éviter les troubles, l'intendant fait stationner deux régiments chez l'habitant. La démolition commence le 5 novembre. Elle est terminée le 15 novembre 1683.
Tous les livres protestants dont la remise avait été exigée sont brûlés devant la porte du couvent des Récollets le 6 mars 1686.

#### De l'édit de Fontainebleau à la Déclaration des droits de l'homme et du citoyen
L'édit de Fontainebleau pris par Louis XIV en 1685 interdit le culte réformé. Le 23 août 1685, 32 compagnies des régiments de Poitou et Vivonne s’installent à Bergerac. Les notables protestants sont réunis le 26 août par l'intendant de Guyenne pour les contraindre à la conversion. 12 compagnies de dragons rouges stationnent dans le faubourg de la Madeleine pour contraindre les protestants à la conversion. Tous les livres protestants saisis sont brûlés dans le cloître des Récollets. Le 29 août il y a 1 057 abjurations à Bergerac et au faubourg de la Madeleine.

Le pasteur de Bergerac participe au synode wallon de Rotterdam en 1686. 
 (juillet 2022).
.
En 1688, arrestation et jugement de la prédicante Montjoie arrêtée avec des assistants à des assemblées faites aux environs de Bergerac[style à revoir].
Une partie des notables protestants de Bergerac, restés secrètement protestants, écrivent au chancelier pour protester contre le maire qu'ils présentent comme un chef de clan.
Le duc de la Force qui s'est converti au catholicisme mène une campagne de conversions forcées dans le Bergeracois en 1699. Le duc fait pression sur les bourgeois de Bergerac le 5 novembre 1700. Des participants au cultes clandestins et des meneurs sont arrêtés le 7 novembre. Passage du régiment de Vérac pour faire des pressions sur les habitants.
Des assouplissements des interdictions de 1685 sont accordées par Louis XV.
Le pasteur Viala prêche secrètement à Bergerac. François Legal, maître de musique, prêche secrètement à Bergerac sous couvert de leçons de musique en avril-mai 1742. Il est arrêté le 12 août, condamné à mort le 19 septembre, mais non exécuté. Plusieurs arrestations ont lieu en août et septembre.
De nombreuses assemblées du désert se produisent dans la région à partir de 1745. Le consistoire est reconstitué à Bergerac en 1756. Des troupes royales stationnent dans la région. En 1759, le maréchal de Richelieu, gouverneur de la Haute et Basse Guyenne, voulant faire cesser les assemblées du désert autorise les réunions religieuses dans les maisons particulières. Avant la Révolution il y a eu 25 à 30 de ces lieux de réunions très fréquentés dans des granges mais qui changeaient souvent.
Ouverture du registre du consistoire de Bergerac le 19 juin 1778[style à revoir]. Les églises de Bergerac, Sainte-Foy, Montravel, Monflanquin et Gensac forment un colloque et un synode provincial.
Il faut attendre l'édit de Versailles de 1787 pour que la liberté du culte protestant soit acceptée par Louis XVI. La déclaration des droits de l'homme et du citoyen de 1789 a fait de la liberté de culte un droit.

### Nouveau temple
Le couvent des Récollets est saisi comme bien national. Le 22 décembre 1791, le consistoire protestant achète l'église du couvent. Une cérémonie et le culte d'ouverture a lieu le 9 novembre 1792. Un protestant, Jean Desmartis-Laperche (1745-1794), est élu maire de Bergerac le 20 novembre 1792.
Le culte protestant est suspendu par les autorités révolutionnaires en 1794. Le temple est rouvert par le pasteur Alard le 25 mai 1797.
Le Concordat de 1801 permet la réorganisation des églises protestantes. En 1806, l'arrondissement de l'église consistoriale de Bergerac regroupe les communes de Bergerac, Cunèges, La Force, Lamonzie, Saint-Martin et Eymet.

## Orgue
Un orgue est construit par le facteur d'orgue Gaston Maille en 1898. Il est restauré dans les années 1960-1970.